# Фредерикс, Александр Андреевич
Барон Александр Андреевич Фредерикс (Фридерикс 4-й; 1778 — 1849) — генерал-лейтенант русской императорской армии, начальник 2-й гренадерской дивизии.

## Биография
Происходил из русского дворянского рода. Сын бригадира барона Андрея Ивановича Фредерикса от брака с баронессой Марией Ивановной Меллер-Закомельской.
Братья Борис (1797—1874; генерал-адъютант) и Пётр (1786—1855; генерал-майор).
В службу вступил портупей-юнкером в 1815 году и, произведённый в том же году в офицеры, последовательно служил в 1-м учебном карабинерном, лейб-гвардии Егерском и Московском полках, состоял адъютантом при фельдмаршале графе И. И. Дибиче-Забалканском.
В 1825 году Фредерикс состоял временным комендантом в Таганроге во время пребывания там императора Александра Павловича.
Барон Фредерикс, находясь в чине полковника лейб-гвардии Измайловского полка, 6 января 1826 года был назначен флигель-адъютантом и принимал участие в походах: 1826 и 1827 годов — в Персию и 25 января 1828 года награждён золотой шпагой с надписью «За храбрость», в 1828 году — против турок, причём под Варной был ранен пулей в левую ногу и 29 сентября 1828 года награждён орденом св. Георгия 4-й степени (№ 4172 по кавалерскому списку Григоровича — Степанова).
Наконец, в 1831 году он сражался против польских мятежников и за выказанное в этих походах мужество был 6 декабря 1831 года произведён в генерал-майоры Свиты его величества; кроме того ему в 1830 г. было пожаловано в вечное и потомственное владение имение в Царстве Польском с годовым доходом в 10 тысяч злотых.
Впоследствии он последовательно был начальником штаба 3-го пехотного корпуса и 2-й гренадерской дивизии; 10 октября 1843 года произведён в генерал-лейтенанты. Умер, состоя на службе, в январе 1849 года.

## Награды
Российской империи:
- Орден Святого Владимира 4-й степени с бантом (1827)[1]
- Золотое оружие с надписью «За храбрость» (1828)[1]
- Орден Святой Анны 2-й степени (22 июля 1828)[2]
- Орден Святого Георгия 4-й степени (1828)[1]
- Польский знак отличия за военное достоинство 3-й степени (1832)[1]
- Орден Святого Станислава 1-й степени (1834)[1]
- Знак отличия за XX лет беспорочной службы
- Орден Святой Анны 1-й степени (7 сентября 1839)[1],[3]; императорская корона к ордену (12 августа 1840)[1]
- Знак отличия за XXV лет беспорочной службы (1843)[1]
- Орден Святого Владимира 2-й степени (21 ноября 1845)[4]
- Медаль «За персидскую войну»
- Медаль «За турецкую войну»

Иностранных государств:
- Орден Церингенского льва командорский крест (1827)[1]
- Орден Льва и Солнца 3-й степени (1829)[1]
- Орден Красного орла 2-й степени со звездой (1835)[1]

## Семья
Жена Дарья Алексеевна (1817—1911) была дочерью генерал-лейтенанта А. И. Бартоломея. Дети:
- Александр (1835—1889, камергер, действительный статский советник, начальник Тамбовской губернии).
- Владимир (1837—1892), шталмейстер, посланник в Вюртемберге и Бадене.
- Лев (1839—1914), генерал от инфантерии.